# Henry Van de Velde
Henry Clemens Van de Velde (Antwerpen, 3 april 1863 – Zürich, 15 oktober 1957) was een Belgische kunstschilder, ontwerper, vormgever en architect.
Samen met Victor Horta geldt Van de Velde als een der belangrijkste vertegenwoordigers van de art nouveau. Hij wordt ook wel de "apostel van het functionalisme" genoemd. Vanaf de eerste jaren van de 20e eeuw speelde hij een toonaangevende rol in de architectuur en de decoratieve kunsten, vooral in Duitsland.

## Levensloop

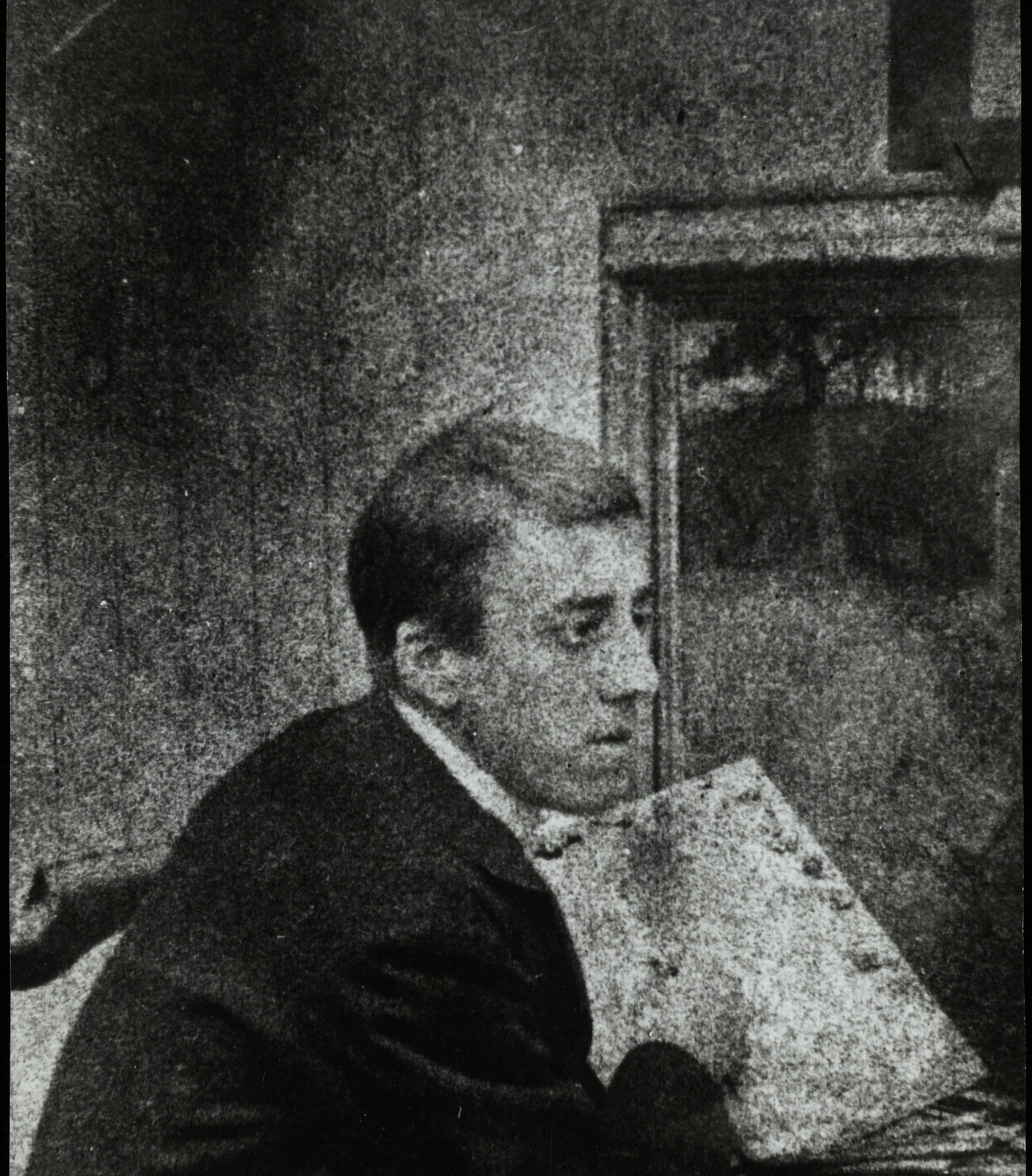
Jeugdfoto van Van de Velde

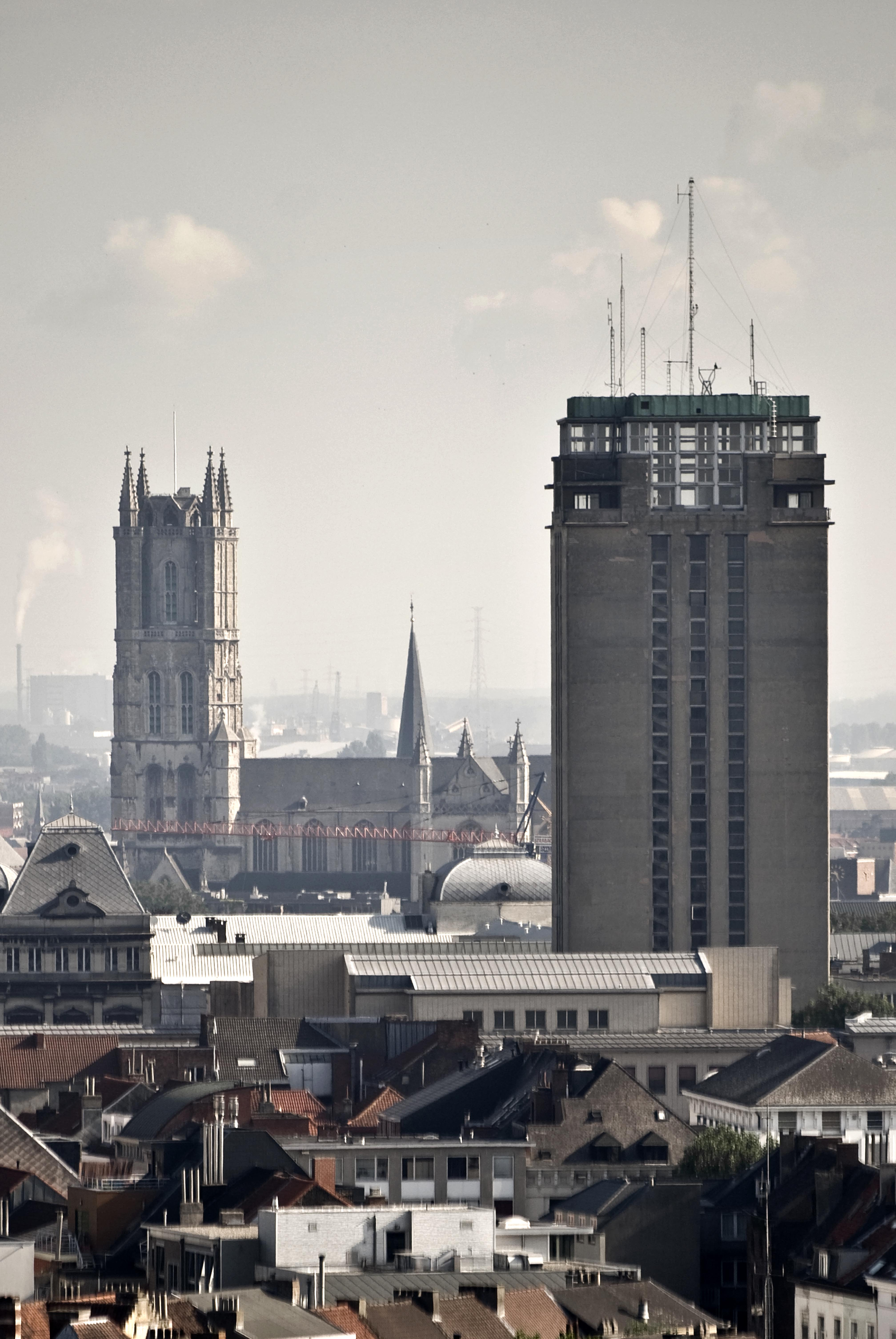
Boekentoren (Universiteitsbibliotheek Gent)

### Henry Van de Velde als kunstschilder
Van de Velde studeerde schilderkunst bij Karel Verlat aan de Koninklijke Academie voor Schone Kunsten in Antwerpen en bij schilder Carolus-Duran in Parijs. Hij raakte diepgaand beïnvloed door Paul Signac en Georges Seurat en schilderde in neo-impressionistische stijl (pointillisme).
Toen hij tweeëntwintig was, trok hij naar het afgelegen Wechelderzande. Het landschap en de inwoners waren vier jaar lang het onderwerp van zijn doeken. Zijn afkeer van het academisme van kunstenaars in Antwerpen en het bezoek aan de Franse kunstenaarskolonie van Barbizon zorgde ervoor dat hij voor het platteland koos. Hij volgde hiermee het spoor van schilders als Isidore Meyers en Adriaan Joseph Heymans en hij trok naar de Noorderkempen. Het was de nieuwste pleisterplek voor jonge kunstenaars vol "Sturm und Drang".
Wechelderzande was nog niet ontsloten door een stoomtram en de steenweg. Henry Van de Velde vond onderdak in gasthof De Keizer, in de schaduw van de Wechelse kerk. Door de toevloed van kunstenaars bouwde men de boerderij met herberg om tot een logement. Het gasthof kreeg een tweede verdieping met slaapkamers en een schildersatelier. Van de Velde schilderde zijn Vrouw bij het raam vanaf het open raam aan de zuidkant. Dit doek is er een uit een reeks van acht die impressies van het dorpsleven weergeven.
Het gasthof is anno 2019 een brasserie-restaurant met de naam De nieuwe Keizer. Weinig herinnert nog aan de kunstenaarsdagen van weleer. Het kunstenaarsatelier is verdwenen; enkel aan de noordkant is het rondbogig ateliervenster nog steeds zichtbaar.
In 1889 werd Van de Velde lid van de kunstenaarsgroep Les XX in Brussel. Nadat Vincent van Gogh op de jaarlijkse tentoonstelling van Les XX enige werken had geëxposeerd, was Van de Velde een van de eerste schilders die door Van Gogh werden beïnvloed. Hij had tijdens zijn huwelijksreis naar Nederland de weduwe van Theo van Gogh bezocht, de broer van de pas overleden Vincent van Gogh. Hij kreeg een goed idee van bijna het hele oeuvre van de schilder en besefte dat hij dit overweldigend niveau nooit zou halen. Voor hem was dit het einde van zijn carrière als kunstschilder.

### Henry Van de Velde als ontwerper en architect
Vanaf 1892 verliet Van de Velde de schilderkunst, hij legde zich toe op de toegepaste kunsten: (edelsmeedkunst, porselein en bestekken, modeontwerpen, tapijt- en stoffendesign) en ook op architectuur, met onder meer de bouw van zijn eigen woning in Ukkel, huis Bloemenwerf. In zijn huis vormden de inrichting en het design een organisch geheel. In 1895 ontwierp hij interieurs en meubels voor de invloedrijke kunsthandel L'Art Nouveau, van de galerijhouder Samuel Bing in Parijs. Ook stond Van de Veldes werk in het paviljoen van Bing op de wereldtentoonstelling van 1900 in Parijs. Van de Velde werd beïnvloed door de Engelse Arts-and-craftsbeweging met John Ruskin en William Morris, en was een van de eerste architecten en meubelontwerpers die in een abstracte stijl met gebogen lijnen werkten. Hij verzette zich tegen het kopiëren van historische stijlen en koos beslist voor een oorspronkelijke vormgeving. Hij wilde de banaliteit en de lelijkheid uit de geest van de mens verdringen.
In 1899 vestigde hij zich in Duitsland. Hij kreeg hier een aantal opdrachten, onder andere voor het Museum Folkwang en de villa Hohenhof in Hagen en voor het Nietzschehuis in Weimar. Samen met Harry Kessler werd hij de grondlegger van de Kunstgewerbeschule en de academie in Weimar, de voorloper van het Bauhaus dat door Walter Gropius verder uitgebouwd zou worden te Dessau. Hij onderhield ook een nauwe band met de Deutscher Werkbund.

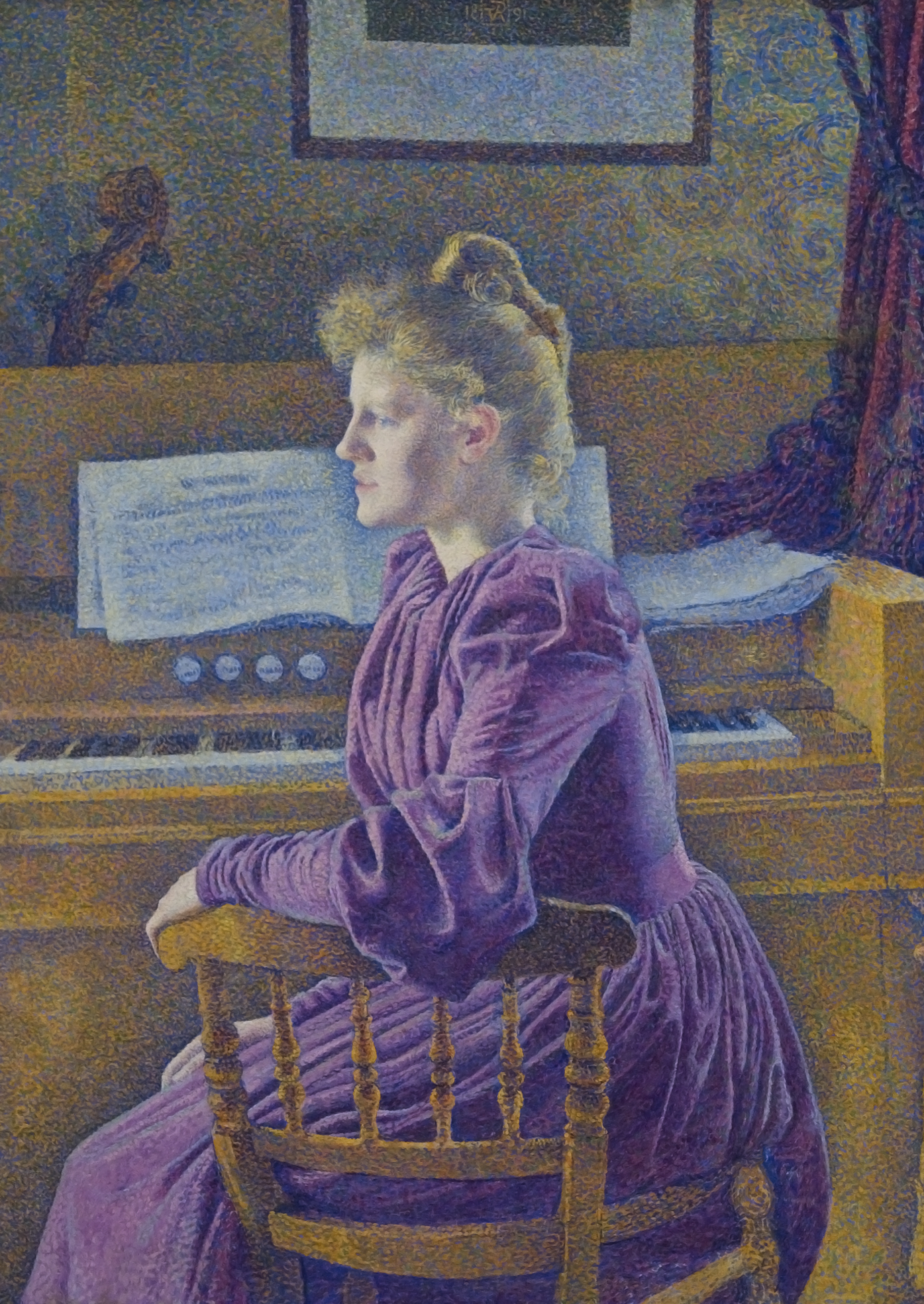
Portret van Maria Sèthe, de latere vrouw van Van de Velde, 1891, door Théo Van Rysselberghe. Het was via de schilder dat Van de Velde en Maria Sèthe elkaar leerden kennen.

Tijdens de Eerste Wereldoorlog verbleef Van de Velde in Zwitserland en in Nederland. In opdracht van Helene Kröller-Müller ontwierp hij een opzichterswoning en een arbeiderswoning in Schipborg (bouwvergunningen zijn gedateerd 1921), naast de door architect Hendrik Petrus Berlage in 1914 ontworpen boerderij De Schepbord. Van de Velde ontwierp het uiteindelijk pas in 1938 geopende Kröller-Müller Museum in Otterlo. In 1925 werd hij benoemd in het Hoger Instituut voor Kunstgeschiedenis en Oudheidkunde van de Rijksuniversiteit Gent, waar hij van 1926 tot 1936 bouwkunst en toegepaste kunsten doceerde. In 1933 kreeg hij daar de opdracht om de universiteitsbibliotheek te ontwerpen; de Boekentoren. De bouw begon in 1936, maar de afwerking vond pas na de Tweede Wereldoorlog plaats en om budgettaire redenen niet volledig volgens de oorspronkelijke plannen. Zo werd de vloer van de leeszaal uitgevoerd in marmer en niet in zwart rubber zoals Van de Velde eigenlijk had gewild. Van de Velde was eveneens betrokken bij de bouw van het Universitair Ziekenhuis Gent.
Te Leuven bouwde hij aan de Diestsestraat tussen 1936 en 1942 zijn laatste gebouw, een technische school, die tussen 1997 en 2000 door de architect Georges Baines gerestaureerd en verbouwd werd tot Stedelijke Bibliotheek en Stadsarchief, De Tweebronnen. Het oorspronkelijke gebouw diende in 1997 als decor voor de choreografie met minimal music van de groep Rosas van Anne Teresa De Keersmaeker voor de dansfilm Rosas danst Rosas.
In tegenstelling tot wat vaak gedacht wordt, is Van de Velde niet de ontwerper van het logo van de Nationale Maatschappij der Belgische Spoorwegen; de bekende letter "B" in een liggende ellips werd bedacht door Jean de Roy. Als toenmalig artistiek adviseur van de NMBS heeft Van de Velde de directie daarentegen wel overgehaald om voor dit ontwerp te kiezen. Daarnaast heeft hij het interieur ontworpen van de eerste Belgische elektrische treinstellen (AM35) en enkele rijtuigen. Van de Velde drukte ook zijn stempel op het station van Blankenberge.
Na de Tweede Wereldoorlog werd Van de Velde beschuldigd van collaboratie. Tot een proces kwam het nooit, maar Van de Velde ging wel in vrijwillige ballingschap; hij trok zich terug in het Zwitserse Oberägeri, waar hij zijn memoires schreef, die in 1962 postuum zouden verschijnen onder de titel Die Geschichte meines Lebens.
Van de Velde overleed in 1957 op 94-jarige leeftijd te Zürich en werd begraven in Tervuren, bij Brussel.

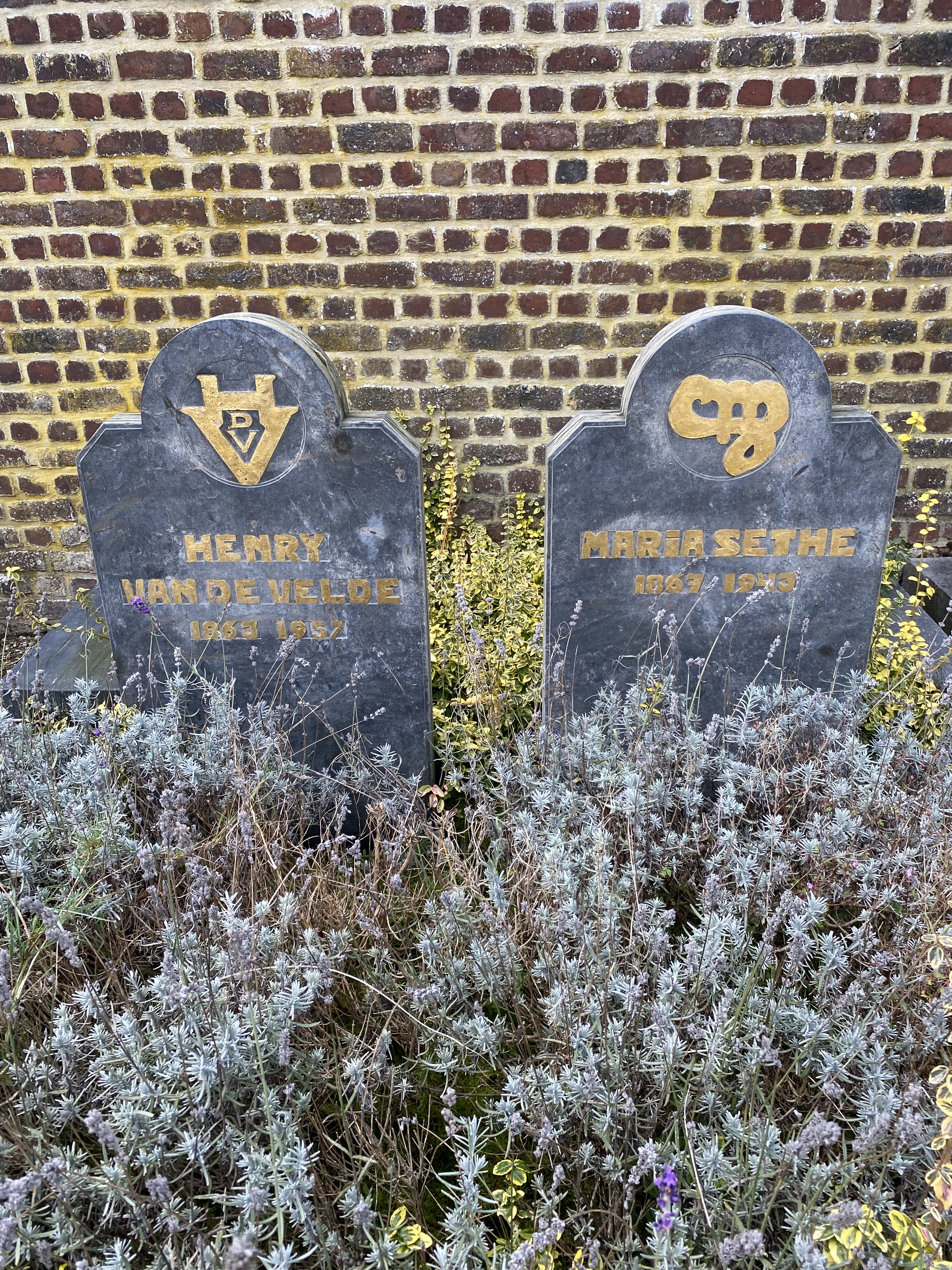
Graf van Henri Van de Velde en zijn echtgenote Maria Sèthe te Tervuren.

## Veilingen en tentoonstellingen
Op 12 oktober 2005 werd in de Brusselse veilingzaal Beaux-Arts een door Van de Velde ontworpen theepot, geveild voor € 170.000, elfmaal het startbedrag. Het is een theepot op komfoortje met een houten handvat, steunend op een ovale basis en vervaardigd uit verzilverd koper.
Eind 2005 liep in het Jubelparkmuseum te Brussel een tentoonstelling Art Nouveau & Design met werk van Henry Van de Velde. Door een ongeluk werden een theeservies, twee porseleinen borden en een zilveren schaal ernstig beschadigd. De zilveren kandelaar bleef gespaard. De stukken waren tijdelijk in bruikleen afgestaan door het Kaiser Wilhelm Museum in Krefeld, het Museum für Angewandte Kunst in Keulen en een particuliere collectie.

## Geselecteerde werken
- 1889 (vermoedelijk): Vrouw bij het raam
- 1895-1896: Bloemenwerf, Van de Veldes eerste eigen woning in Ukkel
- 1895: Interieur voor Samuel Bing's art Gallery "Maison de l'art nouveau" in Parijs
- 1900–1902: Interieur van het Museum Folkwang in Hagen
- 1902–1903, 1911 (Verbouwing ): Villa Esche in Chemnitz
- 1903: Verbouwing en interieur van het Nietzsche-Archiv in Weimar
- 1906–1907: Clubhuis van de Chemnitzer Lawn-Tennis-Club in Chemnitz (gesloopt)
- 1907–1908: Hohenhof, woning voor Karl Ernst Osthaus in Hagen
- 1907–1908: Haus Hohe Pappeln, Van de Veldes eigen woning in Weimar
- 1909–1911: Ernst-Abbe-Denkmal, Monument voor Ernst Abbe in Jena (in samenwerking met de beeldhouwers Max Klinger en Constantin Meunier)
- 1912–1913: Paleis voor Graaf Dürckheim in Weimar
- 1913–1914: Werkbund-Theater, Theater in de Deutsche Werkbund tentoonstelling in Keulen
- 1913–1914: Villa Schulenburg in Gera
- 1913–1914: Woonhuis voor industrieel Dr. Theo Koerner in Chemnitz
- 1921 of later: Opzichterswoning De Hunneborg en een arbeiderswoning aan de Borgweg 64 en 56 in Schipborg, i.o.v. Helene Kröller-Müller.[5] Aan de Borgweg 66 staat de boerderij De Schipborg, ontworpen door architect Hendrik Petrus Berlage i.o.v. Helene Kröller-Müller.
- 1927-1928: La Nouvelle Maison, Van de Veldes eigen woning in Tervuren
- 1928-1929: Textielfabriek Cohen in modernistische stijl in Ninove[6]
- 1929–1931: Ouderlingenhuis voor de Minna und James Heinemann-Stiftung in Hannover
- 1930-1931: nieuw woonhuis van buitenplaats Groot Haesebroek
- 1933-1934: Polikliniek voor Inwendige Ziekten te Astene
- 1933-1938: Universiteitsbibliotheek Gent - Universiteit Gent met de Boekentoren
- 1934: Peter Benoit-monument (ontworpen in 1932). Het gedenkteken verrees op het plein voor de opera in Antwerpen, maar werd in 1954 'heropend' in het Harmoniepark.
- 1934-1935: Villa Landing te Astene
- 1935: Het Bureau van Leopold III, België
- 1936-1942: Technische School, schoolgebouw in Leuven
- 1937: Belgisch Paviljoen in de Wereldtentoonstelling van 1937 te Parijs (gesloopt).
- 1937: Station Blankenberge (gesloopt).

## Evenementen naar aanleiding 150e verjaardag
Op 3 april 2013 werd de 150e geboortedag van Henry Van de Velde gevierd. Zowel op die dag als over het hele jaar werden verschillende evenementen opgezet.
- De Google-frontpagina in België werd op 3 april aangekleed door Francois Schuiten ter nagedachtenis van Henry Van de Velde
- Het Vlaams Architectuurinstituut is op 3 april 2013 het Henry Van de Velde-jaar begonnen. Een tentoonstelling van brieven van en aan Van de Velde vond plaats in Brussel van 26 september tot 30 november 2013.
- Overzichtstentoonstelling Henry Van de Velde. Passie-Functie-Schoonheid in het Brusselse Jubelparkmuseum van 13 september 2013 tot 12 januari 2014.

## Henry van de Velde Award
Met de Henry van de Velde Awards reikt Flanders DC een Belgische designprijs uit. De prijsuitreiking vindt jaarlijks plaats eind januari in de BOZAR in Brussel en geldt als de onofficiële nieuwjaarsreceptie van de Vlaamse designwereld. 

## Galerij

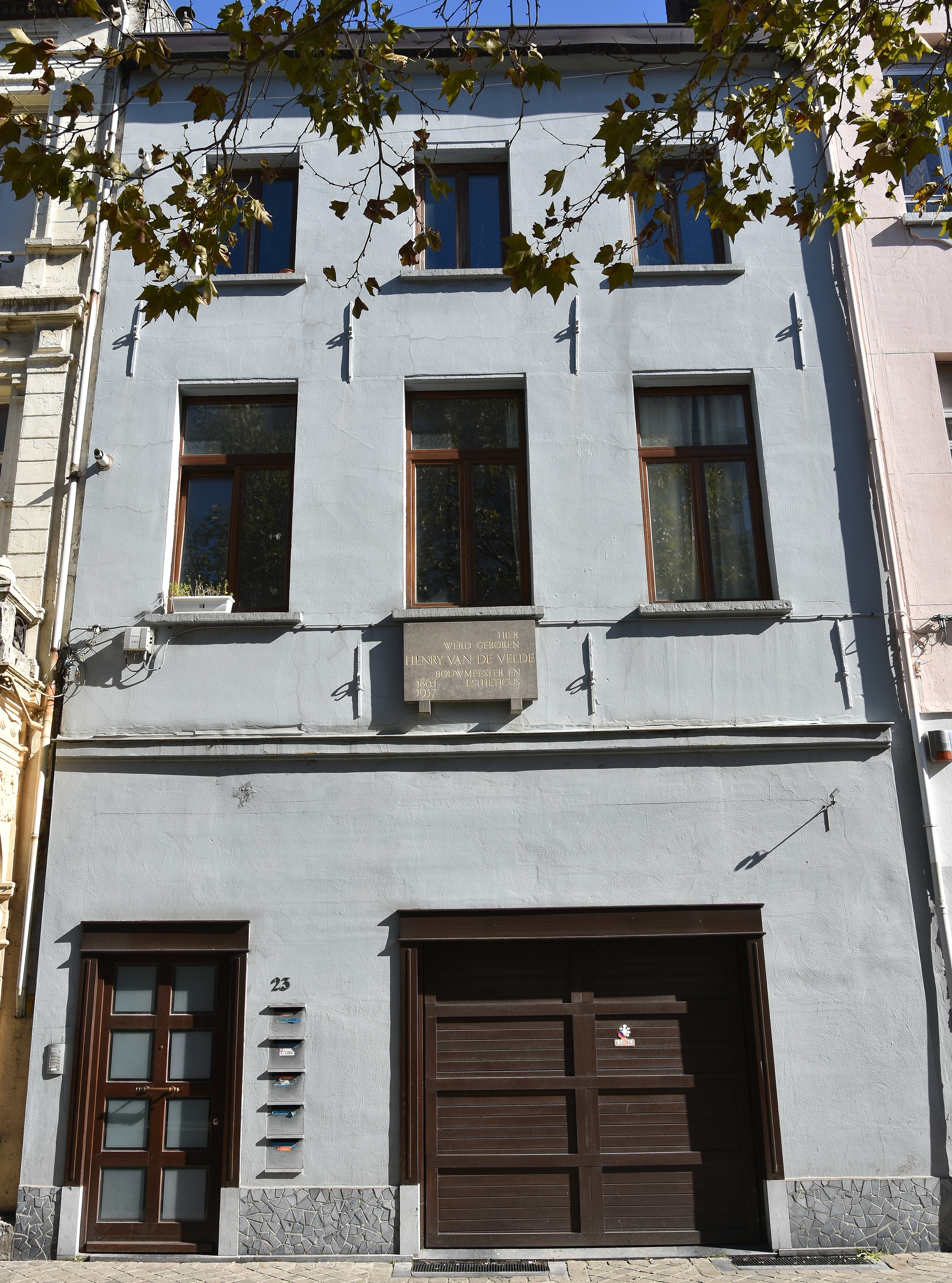
Geboortehuis van Van de Velde aan het Falconplein, Antwerpen
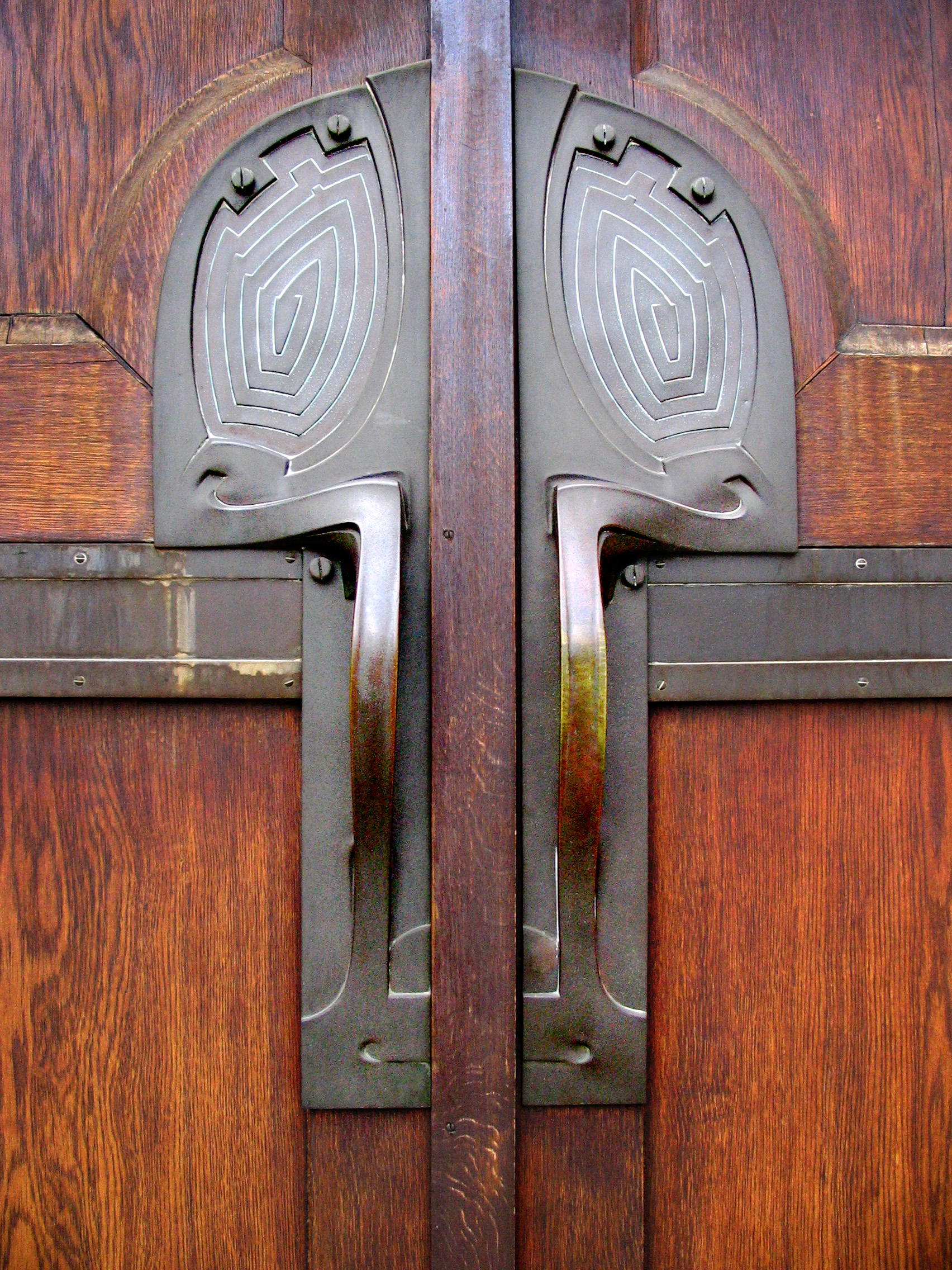
Deurbeslag van voordeur Nietzsche-Archiv te Weimar
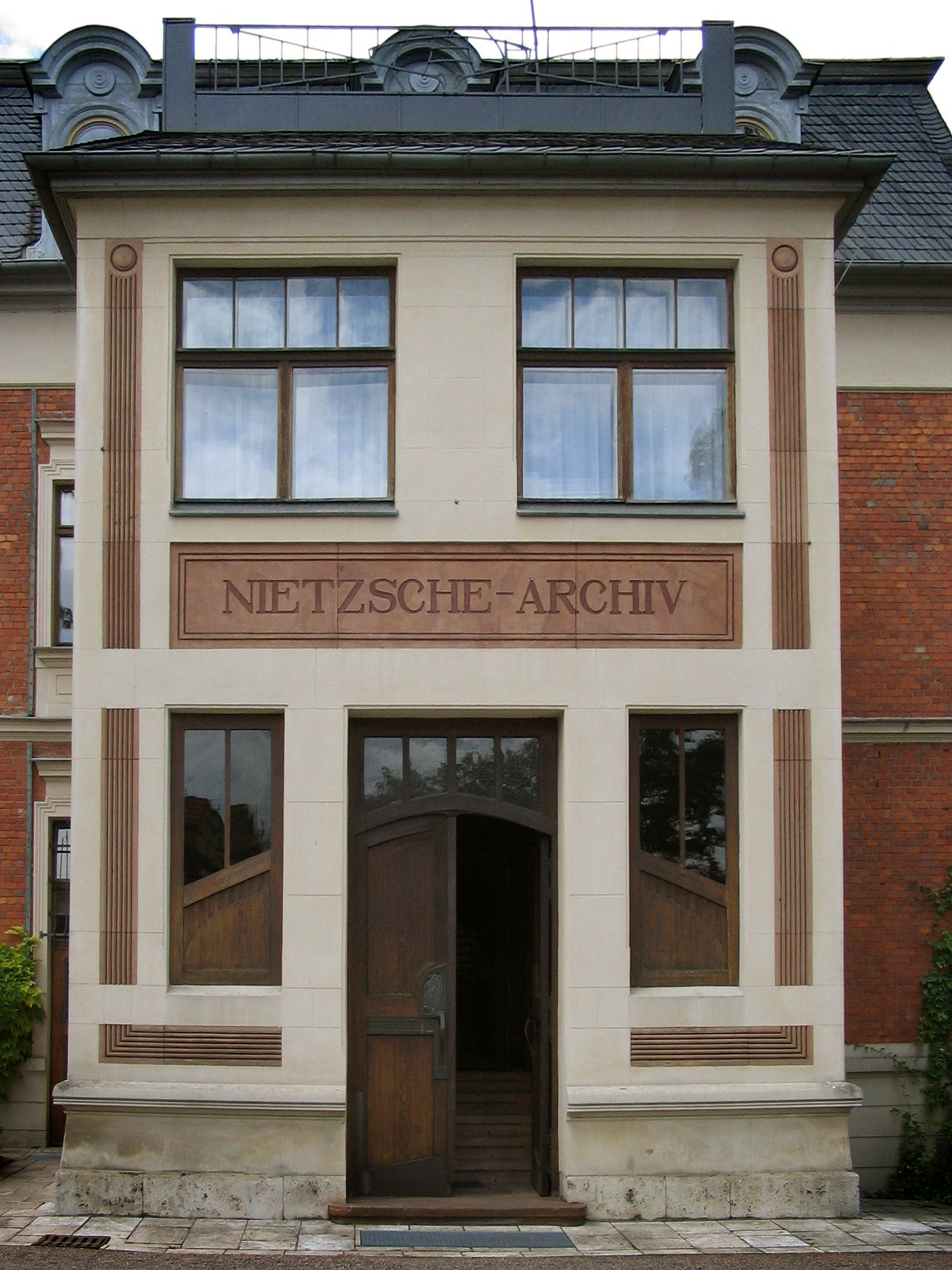
Nietzsche-Archiv te Weimar
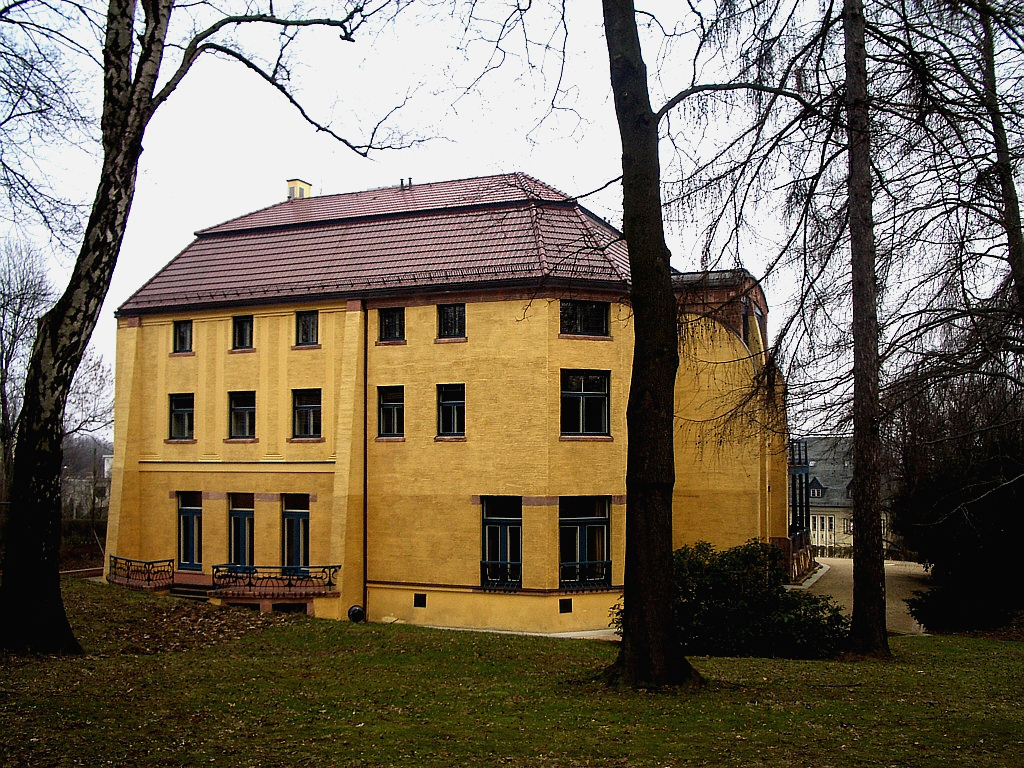
Villa Esche in Chemnitz
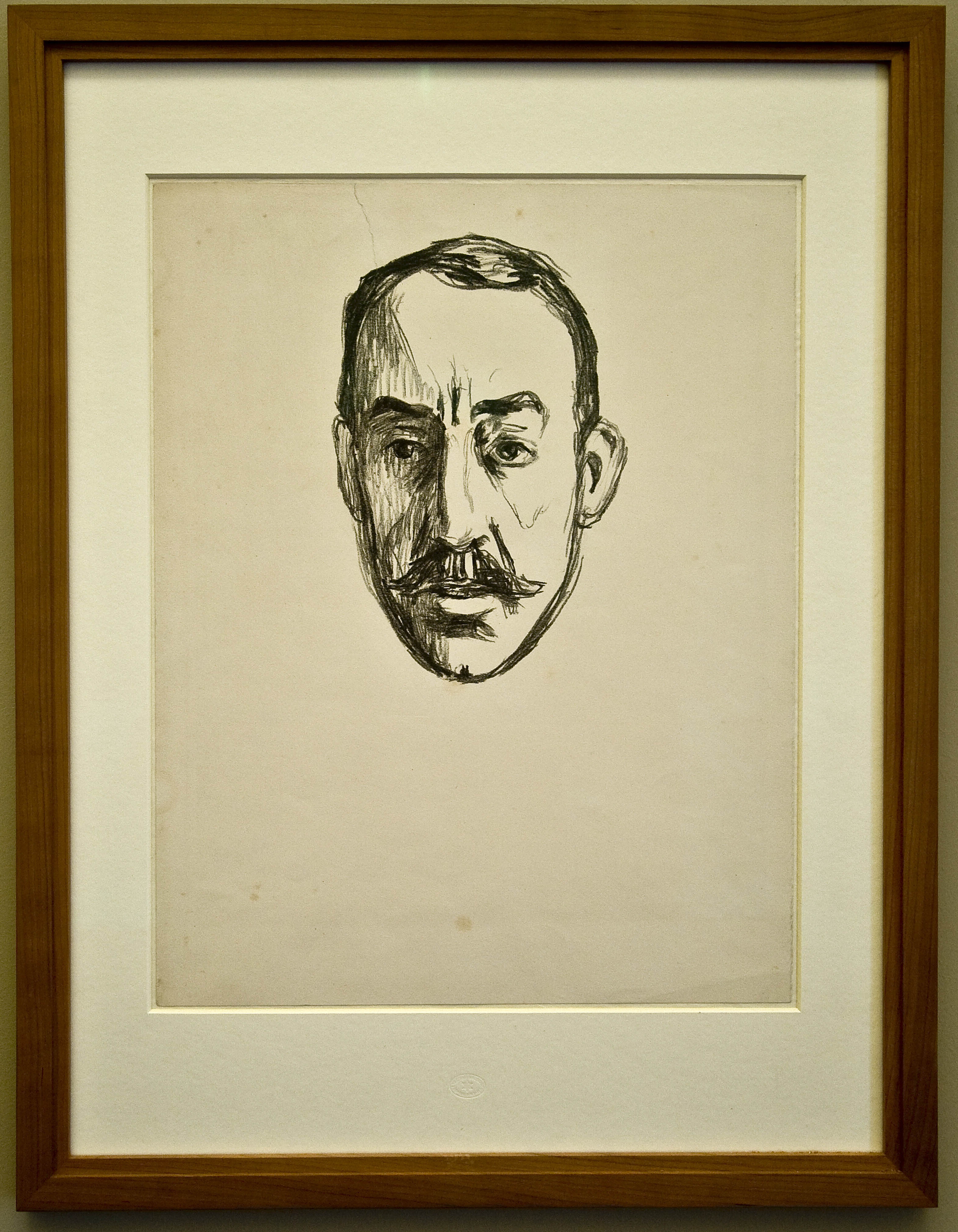
Van de Velde geportretteerd door Edvard Munch
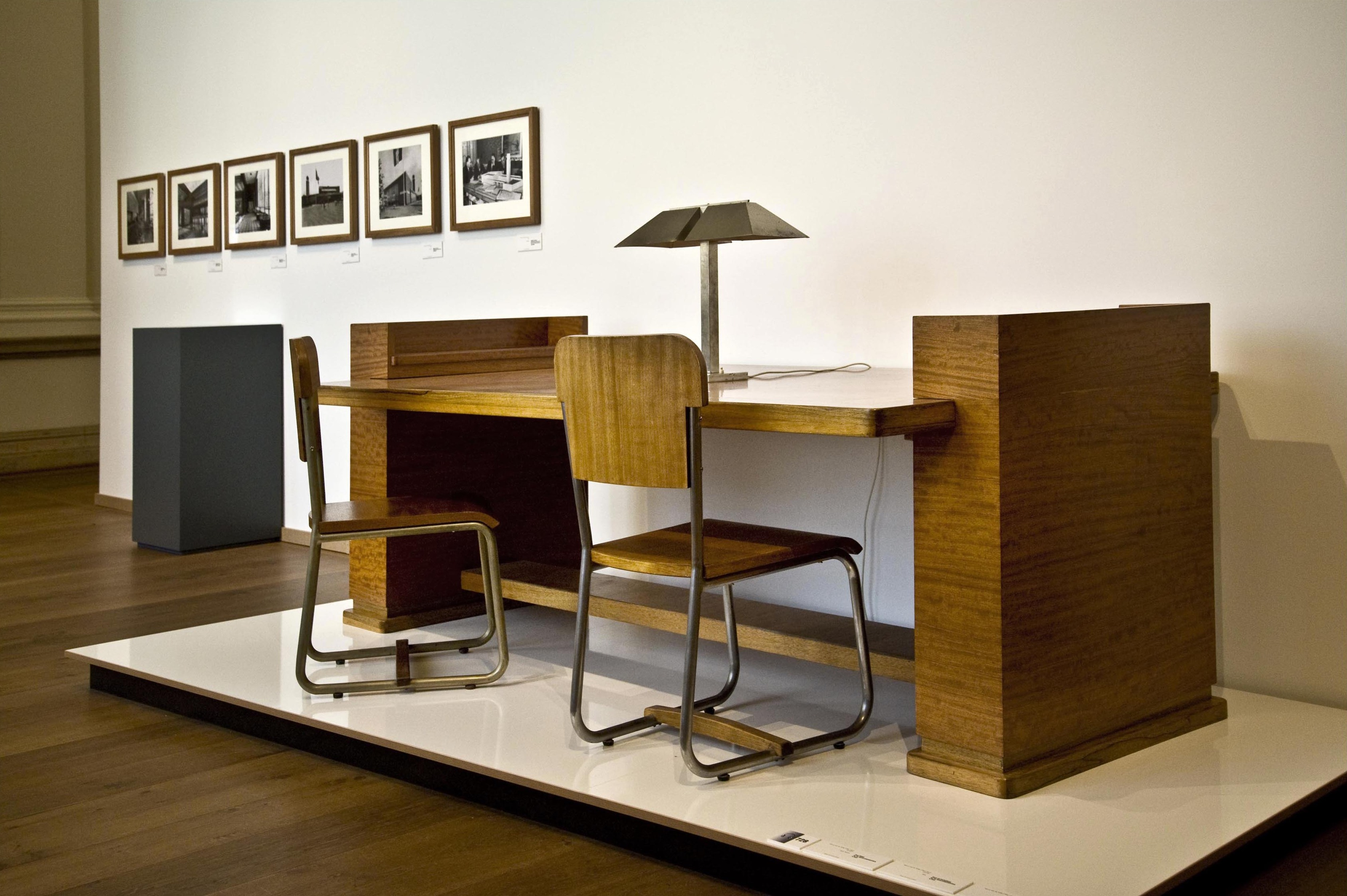
Door Van de Velde ontworpen meubilair voor de Gentse Boekentoren op een tentoonstelling in Weimar in 2013